# Michael White
Michael White  (n. 5 iulie 1991, Neath⁠(d), Țara Galilor, Regatul Unit) este un fost jucător galez de snooker. 
White a ocupat poziția a 15-a în lume în aprilie 2016. Este deținătorul a două trofee de clasament mondial.
În iulie 2024, după ce a fost anunțată condamnarea sa la trei ani de închisoare pentru agresiune domestică, WPBSA i-a retras statutul de profesionist.

## Finale în turnee de clasament
| Rezultat | Nr. | An   | Turneu                       | Adversar în finală | Scor |
| -------- | --- | ---- | ---------------------------- | ------------------ | ---- |
| Campion  | 1.  | 2015 | Openul Indian                | Ricky Walden       | 5–0  |
| Campion  | 2.  | 2017 | Clasicul Paul Hunter Classic | Shaun Murphy       | 4–2  |